# Vi kunne ha' det så rart
Vi kunne ha' det så rart er en dansk film fra 1942 instrueret og med manuskript af Christen Jul og Mogens Skot-Hansen. Det er et idyllisk familielystspil med gode toner fra både Max Skalkas orkester og Henning Elbirks radiodrengekor.

## Handling
Den kendte ørelæge, dr. med. Poul Ryding, er enkemand med tre livlige børn, Jesper på tretten, Jørgen på otte og Dorthe på syv, som han har svært ved at styre. Han annoncerer efter en barnepige og tror, den unge Lene Bang kommer på grund af annoncen. I virkeligheden er hun forfatter og forsøger at sælge sin digtsamling ved dørene, men hun tager jobbet og får efter indledende problemer et godt forhold til børnene. Dr. Ryding kommer sammen med Illona Wallberg, der bliver jaloux på Lene og smeder ondskabsfulde rænker, der også går ud over de to drenges deltagelse i korsang. Efter flere misforståelser indser dr. Ryding dog til børnenes tilfredshed, at det er Lene, han er forelsket i.

## Medvirkende
Blandt de medvirkende kan nævnes:
- Bodil Kjer
- Carlo Wieth
- Petrine Sonne
- Erni Arneson
- Elith Pio
- Asbjørn Andersen
- Knud Almar
- Ego Brønnum-Jacobsen
- Mime Fønss